# Petrelaea ardeola
Petrelaea ardeola är en fjärilsart som beskrevs av Otto Staudinger 1889. Petrelaea ardeola ingår i släktet Petrelaea och familjen juvelvingar. Inga underarter finns listade i Catalogue of Life.